# Vanellus albiceps
La avefría coroniblanca (Vanellus albiceps) es una especie de ave Charadriiforme de la familia Charadriidae  común en los grandes ríos y humedales del África tropical.